# Křečkov
Křečkov je obec v okrese Nymburk ve Středočeském kraji. Leží asi šest kilometrů východně od Nymburku a pět kilometrů severně od města Poděbrady. Žije v ní 439 obyvatel a její katastrální území měří 513 hektarů.

## Historie
První písemná zmínka o obci pochází z roku 1345.
Ve vsi Křečkov (502 obyvatel) byly v roce 1932 evidovány tyto živnosti a obchody: 2 hostince, kolář, 2 kováři, krejčí, obchod s mlékem, obuvník, pekař, rolník, řezník, 2 obchody se smíšeným zbožím, spořitelní a záložní spolek pro Křečkov, trafiky, zednický mistr.

## Obyvatelstvo
| Rok            | 1869 | 1880 | 1890 | 1900 | 1910 | 1921 | 1930 | 1950 | 1961 | 1970 | 1980 | 1991 | 2001 | 2011 | 2021 |
| -------------- | ---- | ---- | ---- | ---- | ---- | ---- | ---- | ---- | ---- | ---- | ---- | ---- | ---- | ---- | ---- |
| Počet obyvatel | 301  | 382  | 425  | 435  | 488  | 502  | 524  | 493  | 473  | 376  | 373  | 346  | 346  | 347  | 427  |
| Počet domů     | 43   | 56   | 62   | 62   | 88   | 93   | 119  | 137  | 130  | 131  | 130  | 145  | 150  | 151  | 172  |

## Obecní správa

### Územněsprávní začlenění
Dějiny územněsprávního začleňování zahrnují období od roku 1850 do současnosti. V chronologickém přehledu je uvedena územně administrativní příslušnost obce v roce, kdy ke změně došlo:
- 1850 země česká, kraj Jičín, politický i soudní okres Poděbrady[7]
- 1855 země česká, kraj Čáslav, soudní okres Poděbrady
- 1868 země česká, politický i soudní okres Poděbrady
- 1939 země česká, Oberlandrat Kolín, politický i soudní okres Poděbrady[8]
- 1942 země česká, Oberlandrat Hradec Králové, politický okres Nymburk, soudní okres Poděbrady[9]
- 1945 země česká, správní i soudní okres Poděbrady[10]
- 1949 Pražský kraj, okres Poděbrady[11]
- 1960 Středočeský kraj, okres Nymburk
- 2003 Středočeský kraj, okres Nymburk, obec s rozšířenou působností Poděbrady

### Obecní symboly
Znak a vlajka byly obci uděleny rozhodnutím předsedy Poslanecké sněmovny Parlamentu České republiky dne 15. dubna 2010.

## Doprava
Dopravní síť
- Pozemní komunikace – Do obce vedou silnice III. třídy. Ve vzdálenosti dva kilometry vede silnice II/330 Sadská - Nymburk - Činěves.

- Železnice – Železniční trať ani stanice na území obce nejsou. Nejblíže je železniční zastávka Velké Zboží ve vzdálenosti dva kilometry ležící na trati 231 mezi Kolínem a Nymburkem.

Veřejná doprava 2025
- Autobusová doprava – V obci zastavovaly autobusové linky 539 v trase Křečkov - Poděbrady, Velké Zboží - Poděbrady, žel. st. a 674 v trase Nymburk, hl. nádr. - Budiměřice - Křečkov - (Netřebice) - Vestec - Křinec, nám. - Žitovlice - Košík - Rožďalovice, nám. Do obce též zajíždí školní spoje linky 540 v trase Poděbrady, žel. st. - Pátek, náves - Křečkov - Kouty - Úmyslovice - Dymokury - Chotěšice - Záhornice, U Tylů.

## Významní rodáci
- Jan Kohout (1819–1884), výrobce velocipedů

## Galerie

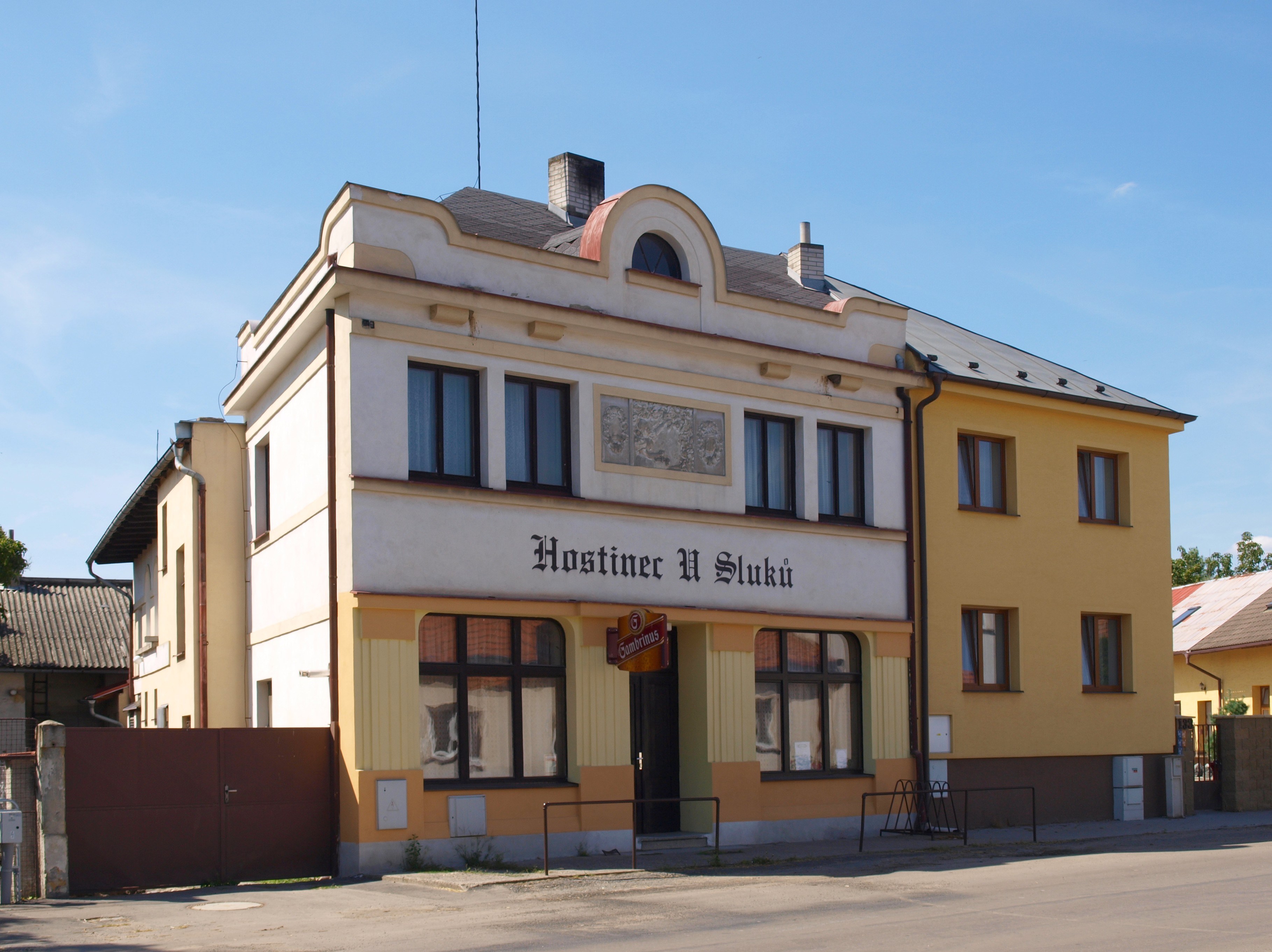
Hospoda na návsi
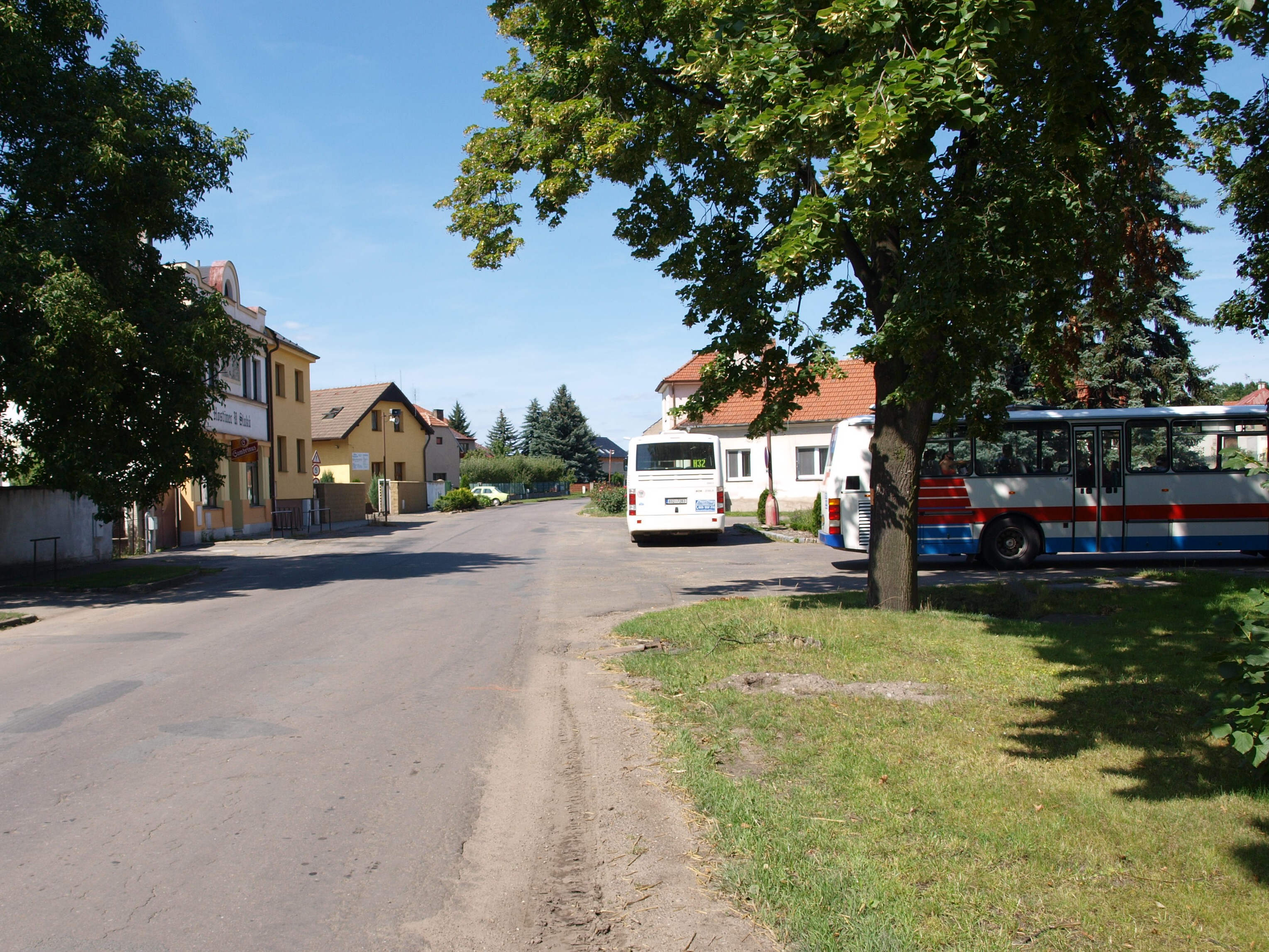
Náves
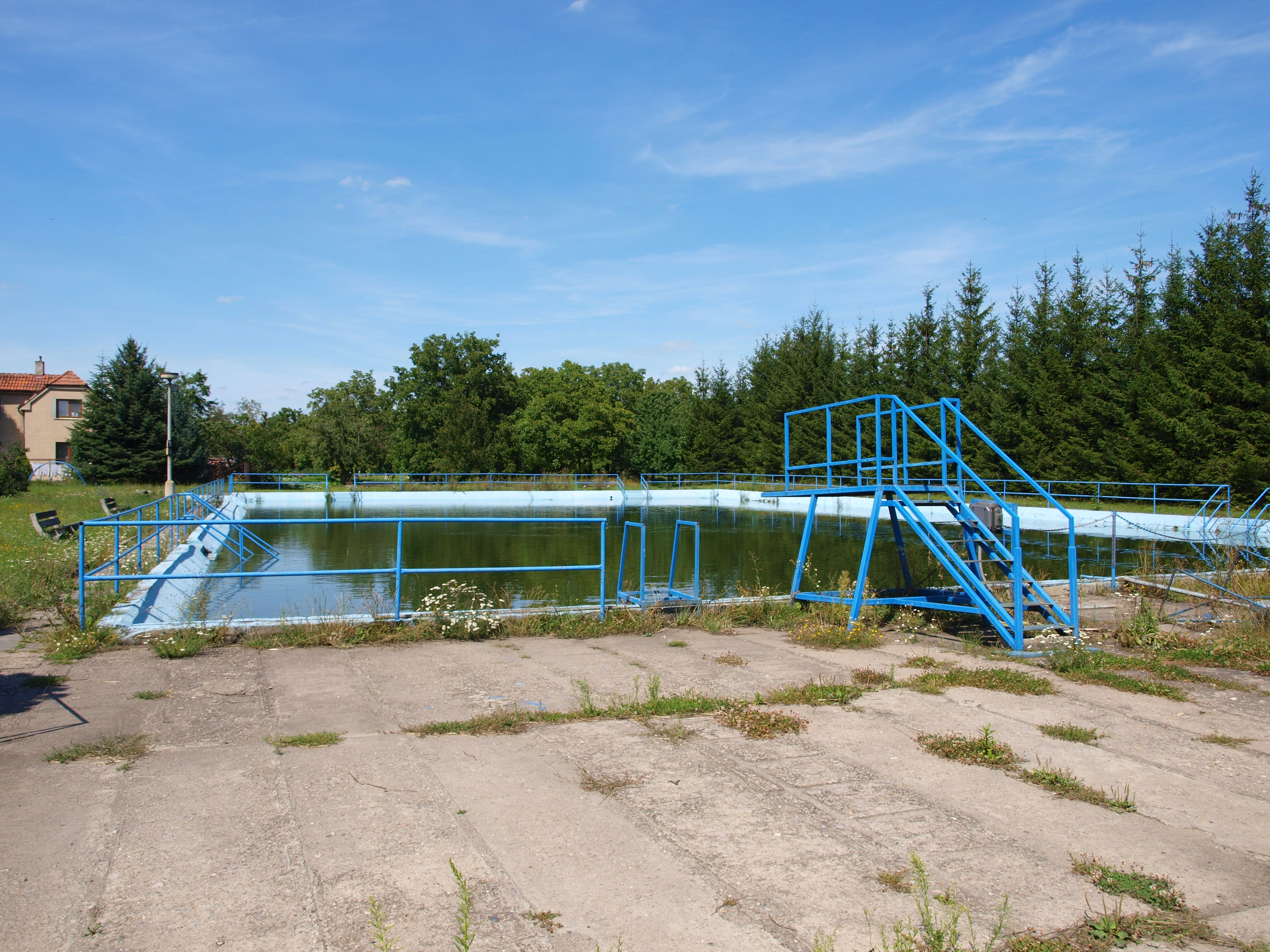
Vodní nádrž